# ざっくばらん (情報番組)
『ざっくばらん』は、奈良テレビ放送で1993年4月23日から2006年3月24日まで毎週金曜日の21:00 - 21:55（JST）に生放送されていた情報・バラエティ番組である。略称は「ざっく」。

## 概要
奈良県内のグルメやファッション、プレイスポット、スポーツなど、タイムリーな情報や話題をジャンルを問わず、毎週55分間生放送で紹介していた。
1993年4月23日放送開始。開始当初は金曜日の19時台に放送されていた。開始当初の出演者は井勢佳明、柴田幸子、最終回まで出演し続けた旭堂南海だった。さらに当初は学生リポーターを起用していた。放送開始から3年目となる1995年から鳥居睦子が司会に加わり、その後最終回まで司会を務め続けた。
2000年12月31日の23:35から2001年1月1日の1:00にかけて、『ざっくばらん カウントダウンスペシャル』が放送された。2000年に放送された企画の問合せランキングの紹介や、電話による視聴者プレゼント企画、橿原神宮からの生中継などを放送した。
2004年4月9日に放送回数500回目を迎え、『ざっくばらん 500回記念2時間スペシャル!』が放送された。視聴者をペアでバスツアーに招待し、優勝商品のサイパン旅行をかけてクイズを道中で行う「ざっクイズ!バスツアー」や過去の名場面集、番組のエンディングテーマを歌う米光美保を谷口扮するスパイ・ターニンが直撃するなどの企画を、放送時間を拡大して放送した。
2005年4月1日から奈良テレビ放送が新社屋からの放送を開始し、同日の放送から本番組も新社屋のL1スタジオからの生放送を開始した。翌週の同年4月8日には、『ざっくばらん 新社屋放送開始記念スペシャル』が放送された。普段は行わないスタジオ観覧を行い、50名が参加した。新社屋の紹介やスタッフへのインタビュー、出演者による奈良県産の食材を使った料理対決などの企画を放送した。
2005年12月から始まった地上デジタル放送の試験放送ではロケを含めほぼ全編ハイビジョンで放送されていたが、2006年4月のデジタル本放送開始を待たずに放送終了した。
2006年3月24日に放送された最終回スペシャルでは放送時間を拡大し、レギュラー出演者4人によるバスツアーの模様などを放送した。
13年間にわたって放送された長寿番組であり、奈良テレビを代表する番組の一つであった。その後、本番組をきっかけに『気になる時間』、『ぜっぴん!!』→『ぜっぴん!!+』、『ならフライデー9』などの地域情報番組が金曜夜9時台に放送されることになった。
2023年10月1日放送の『開局50周年「ありがとう」を伝える日!9時間生放送SP』内で17年ぶりに1夜限定で復活した。

## 主なコーナー
- オープニングトーク
- メッセージテーマ
毎週、番組内でFAXを募集する。紹介されると「ざっくばらん特製大人気図書カード」がもらえる。
- 週替わり企画
本番組のメインコーナー。出演者による奈良県内各地でのロケ企画を週替わりで放送する。鳥居の「チャリンコむっちゃん」や南海が担当する「南海の路線バス紀行」、谷口の「スパイターニン」、藤井の「THE市町村」ほか、出演者によるリポート企画が多数放送された。
- イベント情報
奈良県内各地のイベント情報を伝える。担当は旭堂南海。
- プレゼントコーナー
- メッセージ紹介

## 出演者
最終回時点のレギュラー出演者は以下の通り。
- 鳥居睦子
- 旭堂南海
- 谷口吉一
- 藤井日菜子

## 放送時間
- 毎週金曜日 21:00 - 21:55（55分間） 
  - 開始当初は金曜日の19時台に放送されていた。
  - 毎回、放送翌週の月曜日の午前中から午後にかけて再放送が行われていた。

## テーマ曲
いずれも最終回時点のテーマ曲。

### オープニング
- 「卒業」（ライブ版） - A-JARI

### エンディング
- 「風のPAVEMENT」 - 米光美保